# Szent Neofitosz
Szent Neofitosz, görögösen Neophütosz (289 körül – Nikaia, 303. január 21.) szentként tisztelt ókeresztény vértanú.
15 éves ifjú volt, aki a Diocletianus római császár alatti keresztényüldözésben vesztette életét Nikaia városában. A legenda szerint megostorozták, tüzes kemencébe, majd vadállatok elé vetették, de Neofitosz csodás módon túlélte a kínzásokat. Végül lefejezték. A kereszténység szentként tiszteli és halála napján üli meg emlékét.